# Омельченко Тиміш Петрович
Тимі́ш Петро́вич Оме́льченко (1895, с. Вербки Хорольського повіту Полтавської губернії — 6 вересня 1955) — український військовий діяч, підполковник Армії УНР.

## Життєпис
Закінчив Тифліську чоловічу гімназію, Тифліське піхотне юнкерське училище (1915). Кілька місяців перебував на фронті першої світової війни. Останнє звання у російській армії — підпоручник. Наприкінці 1915 року потрапив до німецького полону.
Перебував у таборі Найсе-Шлеськ у Німеччині, був одним із організаторів українського військового руху в цьому таборі. У травні 1917 року разом із гуртком офіцерів-українців прибув до українізованого табору Ганноверіш-Мюнден. З 12 лютого 1918 року — ад'ютант зі стройової частини штабу 1-ї Української (Синьожупанної) дивізії. З 1 березня 1918 року — командир 2-го куреня 7-го Синьожупанного полку військ Центральної Ради. З початку травня 1918 року — у запасі. З 1 вересня 1918 року — молодший старшина 32-го пішого Сумського полку Армії Української Держави. З 27 листопада 1918 року — начальник відділу штабу 6-го Полтавського корпусу Дієвої армії УНР. З 31 січня 1919 року — т. в. о. начальника штабу 6-го Полтавського корпусу Дієвої армії УНР. З 11 березня 1919 року — в. о. начальника штабу Південно-Східної групи Дієвої армії УНР. З 22 червня 1919 року — помічник начальника військово-топографічної частини штабу Запорізької групи Дієвої армії УНР. З 20 липня 1919 року — помічник начальника розвідчого відділу штабу Запорізької групи Дієвої армії УНР.
6 грудня 1919 року був інтернований польською владою. З лютого 1920 року — молодший ад'ютант штабу 6-ї Січової дивізії Армії УНР. З кінця квітня 1920 року — приділений до української військової місії у Варшаві, співробітник військово-наукового та літературного журналу — «Табор».
З 10 серпня 1920 року — на посаді молодшого старшини закордонного відділу Головного управління Генерального штабу УНР, з того ж часу — офіційний представник Головного Отамана УНР у Берліні.
У 1937—1945 років очолював Українське національне об'єднання у Німеччині. Схвально сприйняв напад Німеччини на Радянський Союз, назвавши події «нашою війною». Поділяв расову теорію, закликаючи українців до боротьби за українську націоналістичну державу «на основі крові».
У 1950 році емігрував до Канади. Помер і похований в Торонто на цвинтарі «Проспект».